# Théodore-Adrien Sarr
Théodore-Adrien Sarr (Fadiouth, 28. studenog 1936.) je senegalski kardinal Katoličke Crkve. Služio je kao nadbiskup Dakara od 2000. do 2014. godine, a prije toga kao biskup Kaolacka od 1974. do 2000. godine. Za kardinala ga je 2007. imenovao papa Benedikt XVI.